# هيكتور و تيتو
هيكتور و تيتو (Héctor y Tito)  ، المعروف أيضًا باسم لوس بامبينوس ، كانا ثنائي ريغيتون بورتوريكي سابق اشتهر بأغنيتهما "Ay Amor" ، والتي تضم مغني السالسا فيكتور مانويل ، والتي كانت الأغنية الوحيدة للمجموعة في الولايات المتحدة. ينظر إليهم على نطاق واسع كأحد أكثر الثنائيات الرائدة نفوذاً وشهرة في تاريخ الريغيتون. جذب الثنائي انتباه العالم ووسع هذا النوع على مستوى العالم ، مما مهد الطريق لفنانين مثل دادي يانكي و تيغو كالديرون .  هم معروفون أيضًا بأغاني "Gata Salvaje" (التي تضم دادي يانكي ونيكي جام ) و "Baila Morena" (التي تضم Glory و دون عمر ) و "Amor de Colegio" (بالتعاون مع دون عمر).
بدأ هيكتور و تيتو مسيرتهما المهنية في التسعينيات باسم لوس بامبينوس بعد الغناء مع فنانين آخرين من موسيقى الريغيتون. أصدروا معًا عدة ألبومات وارتقوا إلى الشهرة في جميع أمريكا اللاتينية.
في عام 2004 ، أعلن الثنائي أنهما انفصلا. منذ ذلك الحين ، استمروا في حياتهم المهنية بشكل منفصل. على الرغم من عدم وجود حرب تيرايرا حقًا ، إلا أن صداقتهما ظلت متوترة لبعض الوقت على الرغم من تصالحهما علنًا في الوقت الحاضر. يُعرف المغنون الآن باسم هيكتور إل فاذر و تيتو إل بامبينو اللذين سيصبحان من أكثر الفنانين المنفردين نجاحًا في تاريخ الموسيقى اللاتينية. تقاعد هيكتور إل فاذر في عام 2008 ليصبح راعًا إنجيليًا في بورتوريكو ، بينما ظل تيتو إل بامبينو نشطًا في صناعة الموسيقى.

## ديسكوغرافيا

### معاً
ألبومات الاستوديو
- موسيقى فيولينسيا (1998)
- نويفو ميلينيو (2000)
- لو دي أنتيز (2002)
- A La Reconquista (2002)

ألبومات تجميع
- نهائي الموسم 1998-2003 (2005)
- المجموعة الحضرية النهائية (2007)

ألبومات بث مباشر
- لا هيستوريا لايف (2003)

### ألبومات فردية

#### تيتو إل بامبينو
- توب أوف ذا لاين (2006)
- إنه وقتي (2007)
- الباترون (2009)
- انفينسيبل (2011)
- إنفيكتو (2012)
- ألتا جيراركويا (2014)
- إل مونيكو (2020)

#### هيكتور إل فاذر
ألبومات الاستوديو
- 2006: الولد الشرير
- 2008: نهائي El Juicio

ألبومات بث مباشر
- 2007: باد بوي: الحفلة الموسيقية

ألبومات تجميع
- 2002: العراب
- 2004: لوس أنورماليس
- 2005: سانجر نويفا
- 2005: غولد ستار ميوزيك: ريجايتون هيتس
- 2006: لوس رومبي ديسكوتيكاس
- 2007: El Rompe Discoteka: The Mix Album
- 2007: The Bad Boy: The Most Wanted Edition
- 2008: مي ترايكوريا

## روابط خارجية
- مقابلة هيكتور "الأب"